# Tranås-Posten
Tranås-Posten med redaktion i Tranås är ett nyhets- och annonsorgan för norra Småland och södra Östergötland som kom ut med första utgåvan den 6 december 1918. En av eldsjälarna var grosshandlaren Gottfrid Carlsson, som hade lyckats köpa maskinell utrustning och anställa personal samt tidningens förste redaktör, F. Muthén.
Tidningen trycktes fram till 1975 i blytryck och kom ut sedan starten som tredagarstidning. 1978 övergick Tranås-Posten till tabloidformat efter att Östgöta Correspondenten köpt tidningen av ägarfamiljen. Tidningen begärde sig själv i konkurs 1992 men utgivningen återupptogs senare i oktober av nya entreprenörer som fådagarstidning med utgivning på torsdagar, vilket senare ändrades till utgivningsdag på onsdagar.
I november 2021 förvärvades tidningen av Bonnier News Local. 2024 läggs tidningen ned.

## Ett urval journalister/redaktörer
I persongalleriet över tidigare anställda finns ett flertal namnkunniga journalister/redaktörer som i början av sin kommande yrkesverksamhet haft vikariat eller fasta anställningar vid Tranås-Posten. Som ett urval bland dessa kan nämnas
June Carlsson som arbetade inledningsvis i sin journalistbana på Tranås-Posten 1960 innan hon blev en av Sveriges första och tongivande kvinnliga journalister och programledare vid Sveriges Television.
Göran Engström började arbeta som frilansjournalist på Tranåsposten 1969. Han skrev ofta om THX-doktorn Elis Sandberg från Aneby. Engström avled i Aneby. 
Lennart Hyland rekryterades av dåvarande chefredaktören Axel E. Johnson som behövde en sommarhjälp som springpojke och även som lite notisförfattare. Han frågade därför Lennart Hylands far Otto, om Lennart var intresserad av att sommarjobba på Tranås-Posten, vilket han var. Han skrev då smånotiser om sport och annat allmänt och fick smak på journalistyrket.
Petter Karlsson hade sin första tjänst som journalist på Tranås-Posten.
Birgitta Sandstedt var anställd på Tranås-Posten 1960 för att året därpå återfinnas på Svensk Damtidning.
Johanna Westman är uppvuxen i Ulricehamn och Tranås och "tog sina första journalistiska steg" på Tranås-Posten enligt tidningens webbplats.